# Fox Networks Group Italy
Fox Networks Group Italy, comunemente chiamata Fox Italia, era un'azienda dedicata allo sviluppo e alla gestione di canali televisivi tematici distribuiti dalla piattaforma televisiva satellitare Sky Italia.
Fox è anche il nome di un network televisivo statunitense in chiaro.
È nata nel 1999 con il nome di Fox International Channels Italy. La società apparteneva a Fox Entertainment Group, proprietà di 21st Century Fox, oggi proprietà della The Walt Disney Company. Aveva sede a Roma e operava in Italia nel settore delle reti televisive.
Inoltre, Fox Networks Group Italy era l'azienda responsabile dell'edizione italiana delle serie televisive e dei documentari trasmessi in prima TV assoluta dai canali Fox e Fox Crime, National Geographic e National Geographic Wild.
Fino al 2012 il gruppo comprendeva anche History, poi acquisito da A+E Networks Italia.
Nel 2016 Fox ha annunciato una riorganizzazione societaria, che ha portato in tutto il mondo alla creazione di quattro divisioni: Fox Regional Channels, Fox Networks Group Europe, Fox Networks Group Latin America e Fox Networks Group Asia. In Italia ha assunto la denominazione di Fox Networks Group Italy.
Il 1º luglio 2022 il principale canale dell'azienda Fox ha cessato le sue trasmissioni.
Il 1º ottobre 2022 i canali National Geographic, National Geographic Wild, con i rispettivi timeshift, e BabyTV cessano definitivamente le trasmissioni. I contenuti resteranno disponibili on demand sulla piattaforma streaming Disney+.  Di conseguenza, il gruppo chiude definitivamente.

## Canali televisivi disponibili in passato
| Logo                        | Nome                     | Inizio trasmissioni | Fine trasmissioni |
| --------------------------- | ------------------------ | ------------------- | ----------------- |
|                             | National Geographic      | 1º aprile 2000      | 29 marzo 2021     |
| National Geographic +1      | 1º settembre 2004        | 1º ottobre 2022     |                   |
| National Geographic HD      | 10 luglio 2006           | 1º ottobre 2022     |                   |
|                             | BabyTV                   | 1º ottobre 2022     | 1º agosto 2009    |
|                             | National Geographic Wild | 14 ottobre 2007     | 9 settembre 2020  |
| National Geographic Wild HD | 1º febbraio 2012         | 1º ottobre 2022     |                   |
| National Geographic Wild +1 | 28 settembre 2014        | 1º ottobre 2022     |                   |
|                             | Fox                      | 31 luglio 2003      | 1º aprile 2022    |
| Fox +1                      | 1º luglio 2007           | 1º luglio 2022      |                   |
| Fox HD                      | 1º luglio 2009           | 1º luglio 2022      |                   |
| Fox +2                      | 8 novembre 2010          | 26 ottobre 2014     |                   |
|                             | Fox Crime                | 31 ottobre 2005     | 1º aprile 2021    |
| Fox Crime +1                | 1º maggio 2007           | 1º luglio 2021      |                   |
| Fox Crime HD                | 1º luglio 2009           | 1º luglio 2021      |                   |
| Fox Crime +2                | 8 novembre 2010          | 1º aprile 2020      |                   |
|                             | Fox Life                 | 13 maggio 2004      | 1º luglio 2020    |
| Fox Life +1                 | 1º luglio 2007           |                     | 1º luglio 2020    |
| Fox Life +2                 | 8 novembre 2010          | 26 ottobre 2014     |                   |
| Fox Life HD                 | 1º febbraio 2012         | 1º luglio 2020      |                   |
|                             | Nat Geo People HD        | 1º febbraio 2012    | 1º ottobre 2019   |
|                             | Fox Animation            | 1º novembre 2014    | 1º ottobre 2019   |
| Fox Animation HD            |                          | 1º novembre 2014    | 1º ottobre 2019   |
|                             | Fox Comedy               | 1º novembre 2014    | 1º ottobre 2019   |
| Fox Comedy HD               |                          | 1º novembre 2014    | 1º ottobre 2019   |
|                             | Fox Sports               | 9 agosto 2013       | 1º luglio 2018    |
| Fox Sports HD               |                          | 9 agosto 2013       | 1º luglio 2018    |
| Fox Sports Plus             | 17 agosto 2013           | 1º luglio 2015      |                   |
| Fox Sports 2 HD             | 20 dicembre 2013         | 29 luglio 2015      |                   |
|                             | Fox Retro                | 1º agosto 2009      | 31 dicembre 2014  |
|                             | Nat Geo Adventure        | 31 luglio 2003      | 1º febbraio 2012  |
|                             | Nat Geo Music            | 14 ottobre 2007     | 31 ottobre 2011   |
|                             | FX                       | 21 maggio 2006      | 1º luglio 2011    |
|                             | Next:HD                  | 10 luglio 2006      | 30 giugno 2009    |
|                             | Fox Kids                 | 1º aprile 2000      | 1º marzo 2005     |
| Fox Kids +1                 | 31 luglio 2003           |                     | 1º marzo 2005     |